# Мост Марион (фильм)
«Мост Марион» (англ.  Marion Bridge ) — дебютная полнометражная картина режиссёра Вибке фон Карольсфельд, снятая по пьесе Дэниэла Макайвора.
Мировая премьера: 7 сентября 2002 года на кинофестивале в Торонто.

## Сюжет
Пройдя очередной курс лечения от алкогольной зависимости, Агнес возвращается из Торонто в родной городок в Новой Шотландии, чтобы помочь старшим сёстрам Терезе и Луизе ухаживать за находящейся при смерти матерью. Несмотря на слабые протесты сестёр, она забирает умирающую из больницы домой, и четыре очень непростые женщины после многолетнего перерыва снова начинают жить под одной крышей. Агнес надеется, что в это тяжёлое для всех время, они смогут, позабыв старые обиды, сплотиться и восстановить давно разорванные родственные узы. Однако в процессе налаживания отношений на поверхность начинают вылезать неприглядные семейные тайны, самая болезненная из которых связана с 15-летней Джоани, живущей неподалёку.

## В ролях
| Актёр            | Роль               |
| ---------------- | ------------------ |
| Молли Паркер     | Агнес              |
| Ребекка Дженкинс | Тереза             |
| Стейси Смит      | Луиза              |
| Маргарит Макнил  | Роза               |
| Эллен Пейдж      | Джоани             |
| Холлис Макларен  | Крисси             |
| Эмми Алком       | Дори               |
| Джозеф Раттен    | Кен                |
| Николя Липман    | Валери             |
| Джеки Торренс    | Марлен             |
| Кевин Каррен     | Сэнди              |
| Эшли, Макайсак   | Мики               |
| Хезер Ранкин     | Sue                |
| Линда Басби      | Эви                |
| Стефен Мануэль   | бармен в баре      |
| Стефен Мануэль   | бармен в аэропорту |
| Элисса Сурсара   | Сэм                |

## Съёмочная группа
- Режиссёр: Вибке фон Карольсфельд
- Продюсеры: Дженнифер Каваджа, Билл Найвен, Джулия Серени, Брант Барклай
- Сценарист: Дэниэл Макайвор[англ.]
- Композитор: Лесли Барбер[англ.]
- Оператор: Стефан Иванов
- Монтажёр: Дин Солтис
- Художники: Уильям Флеминг, Марта Керри, Йен Грег

## Награды и номинации
| Награды и номинации         | Награды и номинации  | Награды и номинации | Награды и номинации |
| Награда                     | Категория            | Номинант            | Результат           |
| --------------------------- | -------------------- | ------------------- | ------------------- |
| 2002 — Морская премия ACTRA | «Выдающаяся актриса» | Эллен Пейдж         | Победа              |